# Obando (Badajoz)
Obando es una pedanía del municipio español de Navalvillar de Pela, perteneciente a la provincia de Badajoz (comunidad autónoma de Extremadura).

## Situación
Obando no debe confundirse con Puebla de Obando, pueblo cercano a Montijo. Obando está cerca de Navalvillar de Pela, en el cruce de la N-430 con la EX-116. Pertenece a la comarca de Vegas Altas y al Partido judicial de Villanueva de la Serena.

## Patrimonio
Iglesia parroquial católica bajo la advocación de San Agustín, en la Archidiócesis de Mérida-Badajoz, Diócesis de Plasencia, arciprestazgo de Navalvillar de Pela.